# Kamel Gabsi
Kamel Gabsi (ar. كمال القابسي; ur. 20 stycznia 1960 w Susie) – tunezyjski piłkarz grający na pozycji napastnika. W swojej karierze grał w reprezentacji Tunezji.

## Kariera klubowa
Całą swoją karierę piłkarską Gabsi spędził w klubie Étoile Sportive du Sahel. Zadebiutował w nim w 1977 roku i grał w nim do 1990 roku. Dwukrotnie wywalczył z nim mistrzostwo Tunezji w sezonach 1985/1986 i 1986/1987 oraz zdobył dwa Puchary Tunezji w sezonach 1980/1981 i 1982/1983.

## Kariera reprezentacyjna
W reprezentacji Tunezji Gabsi zadebiutował w 1981 roku. W 1982 roku powołano go do kadry na Puchar Narodów Afryki 1982. Zagrał w nim w trzech meczach grupowych: z Kamerunem (1:1), w którym strzelił gola, z Libią (0:2) i z Ghaną (0:1). W kadrze narodowej grał do 1982 roku.